# ماریا اسپیریداکی
ماریا اسپیریداکی (یونانی: Μαρία Σπυριδάκη؛ زاده ۲ ژانویهٔ ۱۹۸۴) یک مانکن است.